# 泉川俊英
泉川 俊英(いずみかわ しゅんえい)は日本の天文学者。小惑星発見者。
同じく小惑星発見者の串田麗樹にちなむ(5239) 麗樹と(27748) ビビアン・ヘティの2個の小惑星を発見している。2つとも村松修と共同で八ヶ岳南麓天文台から発見した。

## 註
1. ↑  Schmadel, Lutz D. Dictionary of minor planet names, p.450, 882 (2003)(ISBN 978-3-540-00238-3)

| スタブアイコン | サブスタブ | この項目は、まだ閲覧者の調べものの参照としては役立たない、人物に関連した書きかけの項目です。この項目を加筆・訂正などしてくださる協力者を求めています（P:人物伝/PJ:人物伝）。 |